# Jens Nygaard Knudsen
Jens Nygaard Knudsen (* 25. Januar 1942; † 19. Februar 2020 in Hvide Sande) war ein dänischer Spielzeugdesigner. Als langjähriger Chefdesigner bei Lego war er unter anderem Erfinder der Lego-Figuren („Lego-Männchen“, „Minifigs“).

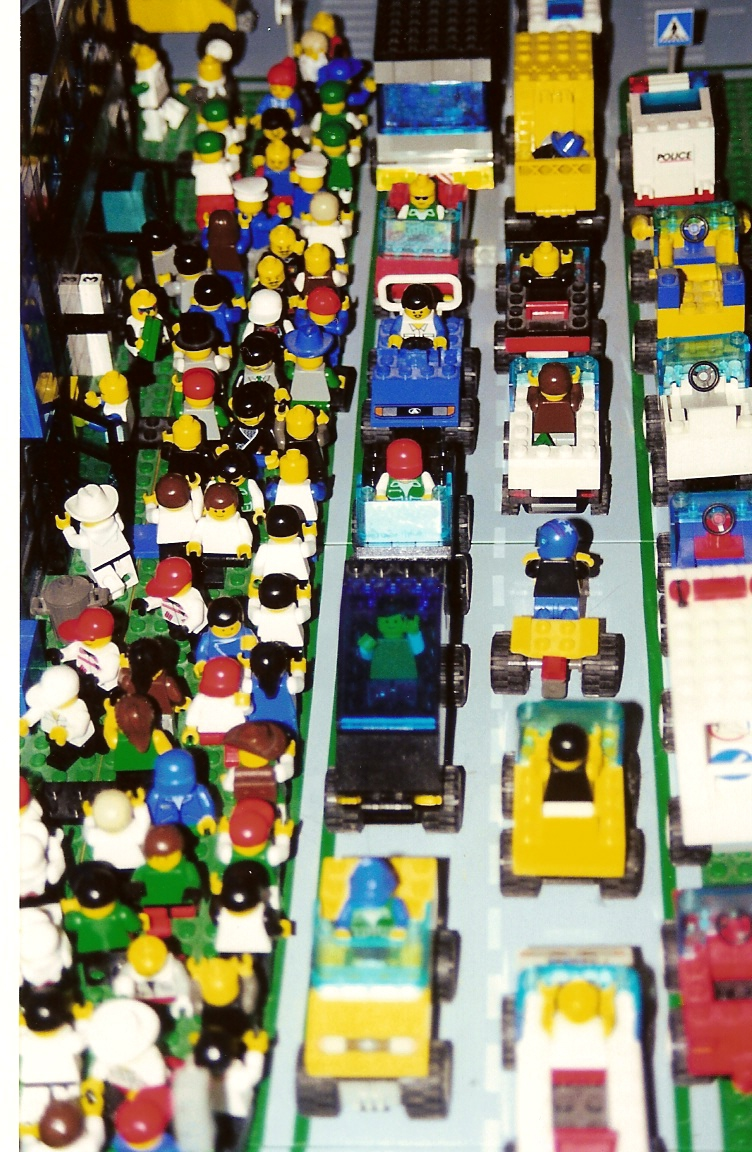
Lego-Männchen (Minifigs) und Automodelle

Knudsen bewarb sich 1968 auf eine Stellenanzeige bei Lego in Billund. Dort baute er zu Anfang aus Legosteinen hunderte Modellautos, von denen einige dann als Bausätze vertrieben wurden. In den 1970er Jahren expandierte Lego stark und verbreiterte die Angebotspalette um diverse Bausätze wie Polizeistationen, Feuerwachen und ähnliches, die von Knudsen entworfen worden waren. Als das sich vergrößernde Designerteam daraufhin in mehrere Untergruppen aufgeteilt wurde, war er dagegen, weil er am liebsten alles selbst machen wollte. Er selbst begann daraufhin die heute bekannten Lego-Figuren zu entwickeln, die 1978 patentiert wurden. 1979 wurde ein Raumschiff mit den Figuren auf der Nürnberger Spielwarenmesse zum „European Toy of the Year“ gewählt. Bedingt durch steigende Umsätze durch die Figuren, von denen bis 2020 mehr als acht Milliarden produziert worden waren, musste Lego nach Angaben eines späteren Designers 500 neue Mitarbeiter einstellen und Knudsen wurde in der Folge zum Chefdesigner befördert. Im Jahr 2000 ging er in den Ruhestand. Dort baute er weiter an und mit Legofiguren – teilweise als freier Mitarbeiter, aber meist privat zu seinem Vergnügen.
Jens Nygaard Knudsen war verheiratet und Vater von drei Kindern.